# ميك دويل (اتحاد الرغبي)
ميك دويل (بالإنجليزية: Mick Doyle)‏ (مواليد 13 أكتوبر 1941 - 11 ماي 2004) كان لاعب ومدرب لفريق اتحاد الرجبي الوطني الارلندي، وبصرف النظر عن عمله في عيادته البيطرية كان يساهم في الرجبي بصفة منتظمة على الإذاعة في السنوات الأخيرة من حياته.